# Marian Turwid

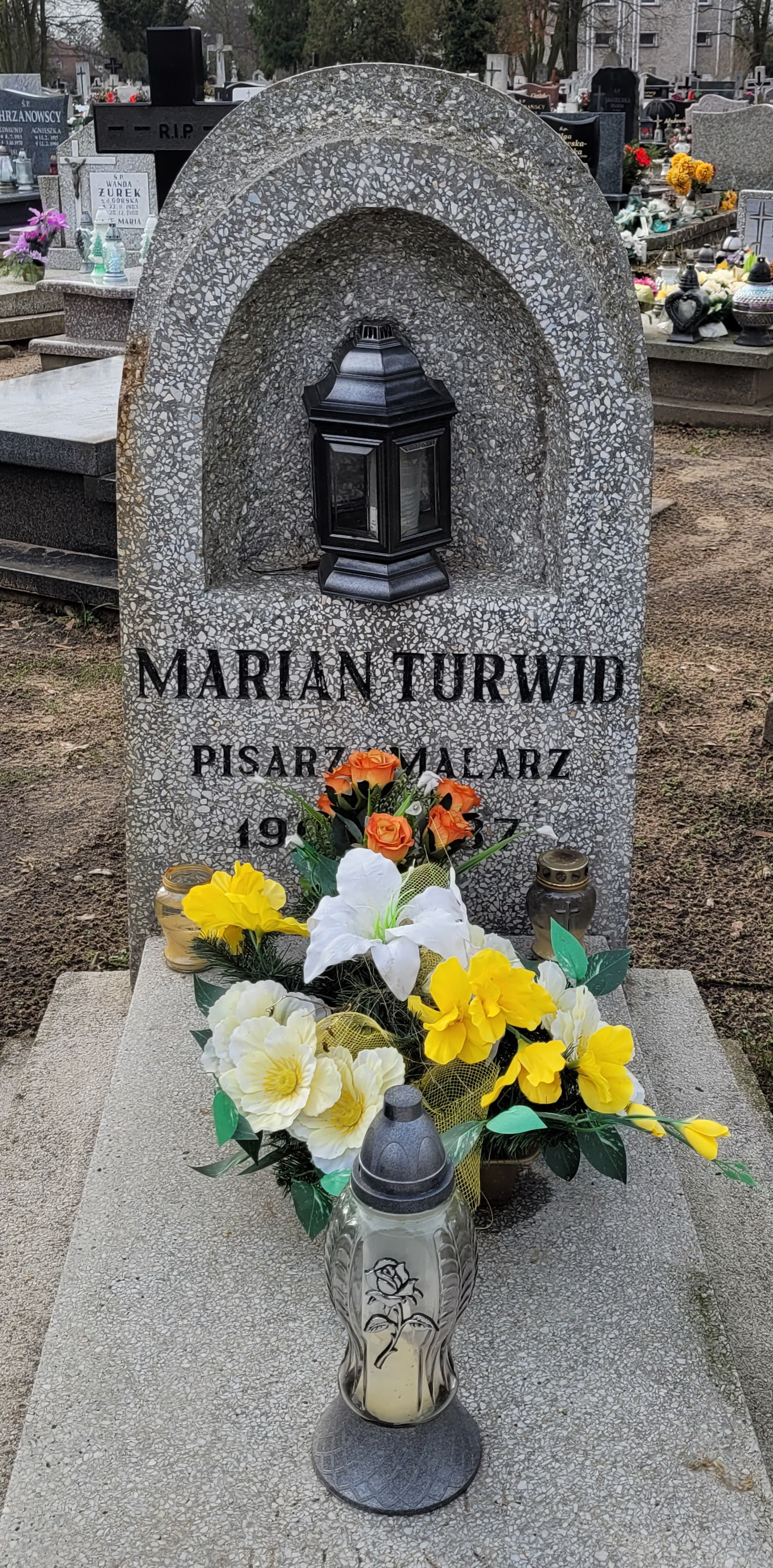
Miejsce pochówku Mariana Turwida na Cmentarzu Nowofarnym w Bydgoszczy

Marian Turwid, właśc. Marian Turwid-Kaczmarek (ur. 28 września 1905 we Wrześni, zm. 7 grudnia 1987 w Warszawie) – polski pisarz i artysta malarz, działacz kultury w Bydgoszczy, członek Ogólnopolskiego Komitetu Frontu Jedności Narodu w 1958 roku.

## Życiorys
Był synem Kazimierza Kaczmarka, kupca, i Julii z Jakubowskich. Po ukończeniu szkoły powszechnej we Wrześni uczył się w gimnazjum, a następnie w Państwowym Seminarium Nauczycielskim Męskim w Gnieźnie, gdzie w 1926 zdał egzamin maturalny.

### Okres międzywojenny
W 1926 r. krótko był nauczycielem w publicznej szkole powszechnej w Borzykowie w powiecie wrzesińskim. Następnie w latach 1926–1929 studiował na Akademii Sztuk Pięknych w Krakowie na Wydziale Malarstwa i Rzeźby. Uczył się m.in. w pracowniach profesorów: Władysława Jarockiego, Teodora Axentowicza, Fryderyka Pautscha, Xawerego Dunikowskiego. 3 grudnia 1929 roku zdał egzamin nauczycielski z rysunku, po czym kontynuował studia do absolutorium w październiku 1930.
Od 1931 r. aż do wybuchu II wojny światowej uczył rysunku w Miejskim Katolickim Gimnazjum Żeńskim w Bydgoszczy. W 1935 r. uzyskał kwalifikacje zawodowe do nauczania rysunku jako przedmiotu głównego w szkołach średnich ogólnokształcących i seminariach nauczycielskich państwowych i prywatnych, w języku wykładowym polskim.
Obok działalności pedagogicznej brał czynny udział w ruchu artystycznym Bydgoszczy i Wielkopolski. Był przewodniczącym Związku Plastyków Pomorskich i sekretarzem Rady Artystyczno-Kulturalnej w Bydgoszczy (1937–1939). Jako pisarz i artysta debiutował na łamach „Orędownika Wrzesińskiego”. W 1926 r. ukazał się tomik legend wrzesińskich, a rok później odbyła się pierwsza wystawa jego prac malarskich we Wrześni. Wtedy też zaczął używać pseudonimu Turwid. Później zmienił nazwisko na Turwid-Kaczmarek. W latach 1931–1937 był redaktorem miesięcznika artystyczno-literackiego „Wici Wielkopolskie”.
W 1931 r. wydał tomik rysunków „Szkice portretowe” oraz portret gen. Józefa Hallera, który był pracą dyplomową wieńczącą studia na ASP w Krakowie. W 1932 r. wyszedł drukiem kolejny tomik jego poezji „Dni Wielkiej Doliny”. Niektóre jego wiersze trafiły do antologii ogólnopolskich: „Morze w poezji polskiej” (1937), „Antologia 120-u” (1939, 1947). Pisywał również artykuły poświęcone kulturze i literaturze do „Kuriera Poznańskiego”, „Dziennika Bydgoskiego”, „Gazety Bydgoskiej”, „Przeglądu Bydgoskiego” oraz sporadycznie do poznańskiego miesięcznika kulturalnego „Tęcza” i kaszubskiego „Gryfa”. Kunszt malarski pogłębiał w Paryżu (1936). Odbył również podróże artystyczne do Wiednia, Berlina i Budapesztu. Od 1930 r. był członkiem Związku Polskich Artystów Plastyków oraz Związku Literatów Polskich.
Tematem przewodnim jego artykułów, szkiców i esejów była problematyka tradycji i współczesności regionu wielkopolsko-pomorskiego. Niejeden wiersz poświęcił także Bydgoszczy. Łuczniczka, spichrze, zakole Brdy, fara, bydgoska Wenecja, wyzwoliły w nim potrzebę osobistego przymierza z architekturą miasta, jego przyrodą i mieszkańcami. Z jego osobą wiąże się obecny w latach 30. nurt organizowania w międzywojennej Bydgoszczy kultury środowiskowej, otwartej na ogólnokrajowe nurty literackie.

### Okres okupacji niemieckiej
W pierwszych dniach okupacji niemieckiej był poszukiwany przez gestapo, które skonfiskowało mu pracownię z całym dorobkiem artystycznym. Jesienią 1939 r. udał się do rodzinnej Wrześni, gdzie do 1942 r. pracował w przedsiębiorstwie rodziców, a następnie w firmie niemieckiej jako malarz pokojowy (1942–1945).

### Okres powojenny
W marcu 1945 r. powrócił do Bydgoszczy, gdzie został kierownikiem Oddziału Plastyki w Wydziale Kultury i Sztuki Pomorskiego Urzędu Wojewódzkiego. Był redaktorem dodatku kulturalnego Ilustrowanego Kuriera Polskiego, do którego zamawiał materiały u literatów i naukowców z całej Polski. W 1946 r. zorganizował w Bydgoszczy Państwową Szkołę Sztuk Pięknych (od 1947 Państwowe Liceum Technik Plastycznych) i był jej długoletnim dyrektorem (do 1972 r., kiedy przeszedł na emeryturę). Równocześnie od 1947 był dyrektorem Państwowego Ogniska Kultury Plastycznej w Bydgoszczy Z jego inicjatywy powstał Pomorski Dom Sztuki, w którym urządzono stały salon wystawowy plastyki przy Okręgu Pomorskim ZPAP. Od 1950 r. kierował Centralnym Biurem Wystaw Artystycznych Oddział w Bydgoszczy z delegatura w Toruniu (do 1972).
Marian Turwid był aktywnym działaczem kultury i sztuki. W 1945 współorganizował w Bydgoszczy Klub Literacko-Artystyczny (wiceprezes), Okręg Pomorski ZPAP (prezes) oraz Oddział Pomorski Związku Literatów Polskich. Był współzałożycielem i naczelnym redaktorem czasopisma „Arkona” (jednego z pierwszych obok lubelskiej „Kameny” czasopisma kulturalnego). Przez długie lata działał w Kujawsko-Pomorskim Towarzystwie Kulturalnym (1961–1983).
W latach 1945–1975 wydał blisko 700 książek autorskich oraz publikacji ogłoszonych w pismach lokalnych i centralnych. Niektóre wiersze Turwida zostały zamieszczone w almanachu „Poeci pomorscy” (1962) i w tomie „Poeci i morze” (Gdańsk 1969). W swoich utworach często obracał się wokół ludzi i spraw regionu, w którym żył i działał. Jako bydgoszczanin, radny i działacz Stronnictwa Demokratycznego zajmował się problematyką bydgoską. Pisząc sprawozdania z uroczystości otwarcia Muzeum Miejskiego po wojnie przypomniał dzieje tej instytucji. Z okazji 600-lecia miasta w 1946 r. omawiał jego dzieje i kulturę. Bronił Wenecji bydgoskiej przed próbami jej modernizacji. Wypowiadał się na temat zagospodarowania spichrzy i stworzenia muzeum regionalnego. Jego artykuły, przedmowy do katalogów i materiały publikowane w zbiorowych lokalnych wydawnictwach to kompendium wiedzy o mieście, ze szczególną koncentracją na okresie po 1945 roku.
Oprócz twórczości literackiej Marian Turwid był aktywnym artystą plastykiem. Ze 189 dzieł artysty, 125 było eksponowanych na wystawach w kraju i za granicą. Spod jego pędzla wyszły m.in. obraz olejny „Bezrobotny”, tryptyk „Madonna Panieńska” (1932), „Św. Jerzy” (1938) umieszczony w kościele garnizonowym w Bydgoszczy, liczne portrety, w tym gen. Józefa Hallera, „Portret Narzeczonej” i portrety wielu działaczy kultury w Bydgoskiem. W latach 50. w. twórczości malarskiej Turwida zaczął dominować pejzaż bydgoski. Powstały wtedy m.in. „Motyw Bydgoski Al. 1 Maja” (1954), „Motyw Bydgoski Spichrze” (1956), „Spichrze nad Brdą” (1956), „Śródmieście Bydgoszczy” (1956), „Motyw Bydgoska Fara” (1957), „Zakole Brdy” (1962), „Barki na Brdzie”, „Zakole Brdy” (1969), „Puszcza Bydgoska” (1972), „Motyw z Bazyliką” (1978).

Apolityczny do wybuchu II wojny światowej, w 1945 r. wstąpił do Stronnictwa Pracy. Od 1950 r. działał w Stronnictwie Demokratycznym. W latach 1955–1956 r. był wiceprzewodniczącym Prezydium Wojewódzkiego Komitetu SD w Bydgoszczy, a w 1963 został członkiem SD i przewodniczącym Wojewódzkiej Grupy Doradczej do Spraw Kultury oraz członkiem analogicznej grupy przy Centralnym Komitecie SD. W latach 1965–1973 był radnym Wojewódzkiej Rady Narodowej (zastępca przewodniczącego Komisji Kultury), a w 1954–1961 Miejskiej Rady Narodowej w Bydgoszczy. W latach 1957–1959 był jednym z inicjatorów i organizatorów Bydgoskiego Towarzystwa Naukowego, a następnie jego członkiem. Był długoletnim działaczem Frontu Jedności Narodu, a potem członkiem Patriotycznego Ruchu Odrodzenia Narodowego. Działał w Towarzystwie Wiedzy Powszechnej i szeregu organizacji i stowarzyszeń kulturalnych i naukowych. Jego zaangażowanie w sprawy kultury biografowie ocenili w sposób następujący: 

"Był chyba członkiem wszystkich komisji, zespołów, komitetów w Bydgoszczy, jeśli miały one jakikolwiek związek ze sprawami kultury. (...) Był niemalże instytucją kulturalną (...)"

Prace Mariana Turwida znajdują się w zbiorach muzealnych w Bydgoszczy, Grudziądzu, Toruniu, Muzeum Dzieci Wrzesińskich, Muzeum im. Lwa Tołstoja w Moskwie, Muzeum w Reggio Emilia, w Teatrze Polskim w Bydgoszczy oraz BTN w Bydgoszczy.
Marian Turwid był od 1936 r. żonaty z Zofią Nowicką, rodowitą bydgoszczanką, wnuczką dr Władysława Piórka (Honorowego Obywatela Bydgoszczy), dziennikarką, pasjonatką kultury i sztuki. Małżeństwo było bezdzietne.
Zmarł nagle na zawał serca 7 grudnia 1987 r. Został pochowany na bydgoskim cmentarzu Nowofarnym.

## Twórczość literacka
- Wiersze (1949) – tomik poetycki
- Żelazny krzyż (1959) – tom opowiadań
- Noc nad Doliną (1961) – powieść
- Wyprawy po diamenty (1966) – eseje o plastyce, uzupełnione wydanie w 1986 Przygody ze sztuką
- Dwie strony drogi (1969) – powieść, wznowiona w 1983
- Ślady burzy (1971) – tom opowiadań
- Słowa na palecie
- Między wiosnami (1974) – zbeletryzowane wspomnienia z dzieciństwa i młodości
- Pędzlem i piórem (1977) – tomiki wierszy
- W zakolu Brdy (1979) – tomiki wierszy
- Dni Wielkiej Doliny (1981) – tom opowiadań wydany z okazji 75-lecia pisarza, noszący ten sam tytuł, co pierwszy jego zbiorek poezji z 1932 r.
- Znaki przydrożne
- List z Bydgoszczy
- Przymierze z Brdą
- Niedziele bydgoskie

## Ordery i odznaczenia
- Order Sztandaru Pracy II klasy (1984)
- Krzyż Oficerski Orderu Odrodzenia Polski (1976)
- Krzyż Kawalerski Orderu Odrodzenia Polski (1964)
- Złoty Krzyż Zasługi (dwukrotnie: 22 lipca 1952[5], 1956)
- Srebrny Krzyż Zasługi (15 listopada 1946)[6]
- Medal 30-lecia Polski Ludowej (1975)
- Medal 40-lecia Polski Ludowej (1985)
- Medal 10-lecia Polski Ludowej (28 lutego 1955)[7]
- Medal Komisji Edukacji Narodowej (1978)
- Odznaka 1000-lecia Państwa Polskiego (1966)
- Odznaka „Zasłużony Działacz Kultury” (1964)
- Medal „Bydgoszcz Zasłużonemu Obywatelowi” (1960)
- Medal „Za szczególne zasługi dla rozwoju woj. bydgoskiego” (1965)
- Złota Odznaka ZPAP

## Nagrody
- Nagroda artystyczna miasta Bydgoszczy za całokształt działalności kulturalnej, artystycznej i plastycznej (1956)
- Wojewódzka nagroda artystyczna za całokształt twórczości literackiej i artystycznej (1959)
- „Najpopularniejszy Bydgoszczanin 1975 roku”
- Nagroda Ministra Kultury i Sztuki za całokształt działalności społecznej i artystycznej (1981)

## Upamiętnienie
Od listopada 1990 r. jego imię nosi bydgoska Szkoła Podstawowa nr 16 przy ul. Koronowskiej 74. W latach 90. XX w. imieniem Mariana Turwida nazwano też skwer na osiedlu Sielanka w Śródmieściu Bydgoszczy, gdzie mieszkał, a także ulicę we Wrześni.